# Giorgi Sardalaschwili
Giorgi Sardalaschwili (georgisch გიორგი სარდალაშვილი; * 26. Mai 2003 in Tiflis) ist ein georgischer Judoka. 2023 wurde er Weltmeisterschaftsdritter und 2024 Weltmeister im Superleichtgewicht.

## Sportliche Karriere
Sardalaschwili wurde 2021 Zweiter der Junioren-Europameisterschaften und siegte bei den Juniorenweltmeisterschaften in Olbia. Im August 2022 wurde er Zweiter der Juniorenweltmeisterschaften in Guayaquil. Im Oktober 2022 gewann Saradalaschwili in Abu Dhabi sein erstes Judo-Grand-Slam-Turnier, wobei er im Finale Yang Yung-wei aus Taiwan besiegte.
Bei den Weltmeisterschaften 2023 in Doha unterlag Sardalaschwili im Viertelfinale dem Spanier Francisco Garrigós. Mit Siegen über den Kasachen Nurkanat Serikbajew und den Belgier Jorre Verstraeten sicherte sich der Georgier eine Bronzemedaille. Bei seinen weiteren Turnieren 2023 schied er immer in der ersten oder zweiten Runde aus.
Im März 2024 erreichte er das Finale beim Grand Slam in Taschkent und unterlag dann dem Usbeken Doston Ruziev. Bei den Weltmeisterschaften in Abu Dhabi bezwang er im Halbfinale den Japaner Taiki Nakamura. Im Finale traf er auf den Taiwaner Yang Yung-wei und gewann die Goldmedaille. Bei den Olympischen Spielen 2024 belegte er den fünften Platz, nachdem er den Kampf um Bronze gegen Francisco Garrigós verloren hatte.
2025 siegte Sardalaschwili bei den Europameisterschaften in Podgorica, wobei er im Finale den unter neutraler Flagge antretenden Russen Ajub Blijew bezwang. Zwei Monate später verlor Der Georgier im Achtelfinale der Weltmeisterschaften in Budapest gegen den Ungarn Marton Andrasi.